# Chiesa di San Michele Arcangelo (Langhirano, Antesica)
La chiesa di San Michele Arcangelo è un luogo di culto cattolico dalle forme neoclassiche, situato in strada di Antesica ad Antesica, frazione di Langhirano, in provincia e diocesi di Parma; è sede di una parrocchia compresa nella zona pastorale della Pedemontana.

## Storia
Il luogo di culto dedicato a san Michele Arcangelo fu originariamente costruito in epoca altomedievale dai Longobardi quale oratorio esterno all'Antisica Castrum.
La più antica testimonianza della sua esistenza risale tuttavia solo al 1230, quando la cappella fu citata nel Capitulum seu Rotulus Decimarum della diocesi di Parma tra le dipendenze della pieve di Cozzano.
Entro il 1564 la chiesa divenne sede parrocchiale autonoma.
Nel 1579 il vescovo Giovanni Battista Castelli, nel corso di una visita apostolica, deliberò la chiusura del tempio, seriamente minacciato da una frana, e la sua unione con la pieve di Cozzano.
Nella seconda metà del XVIII secolo l'edificio fu profondamente modificato in stile neoclassico, con la realizzazione delle volte sulla navata e la costruzione delle cappelle laterali.
Tra il 2009 e il 2011 la chiesa fu sottoposta a lavori di restauro e consolidamento strutturale.

## Descrizione

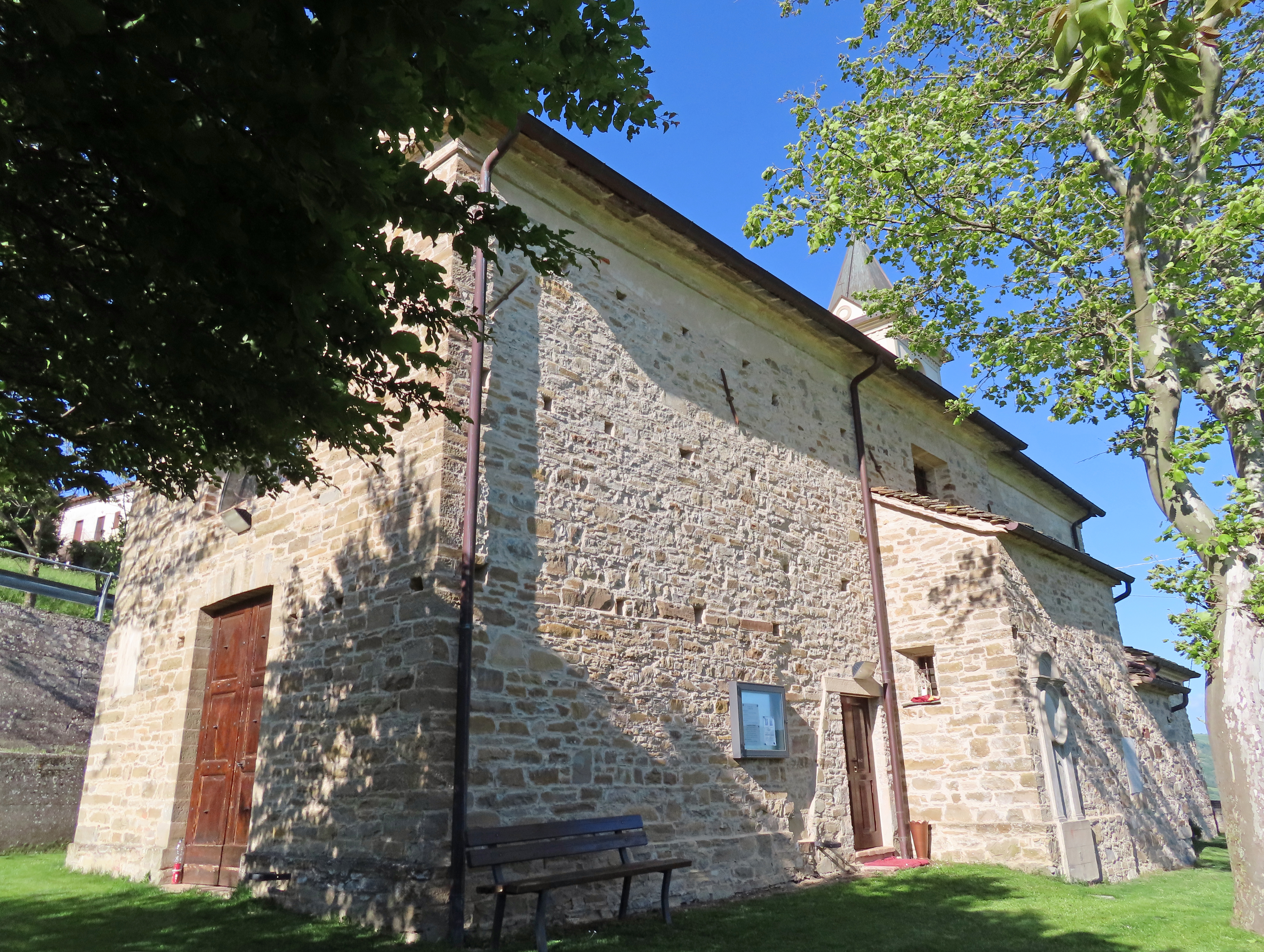
Lato sud

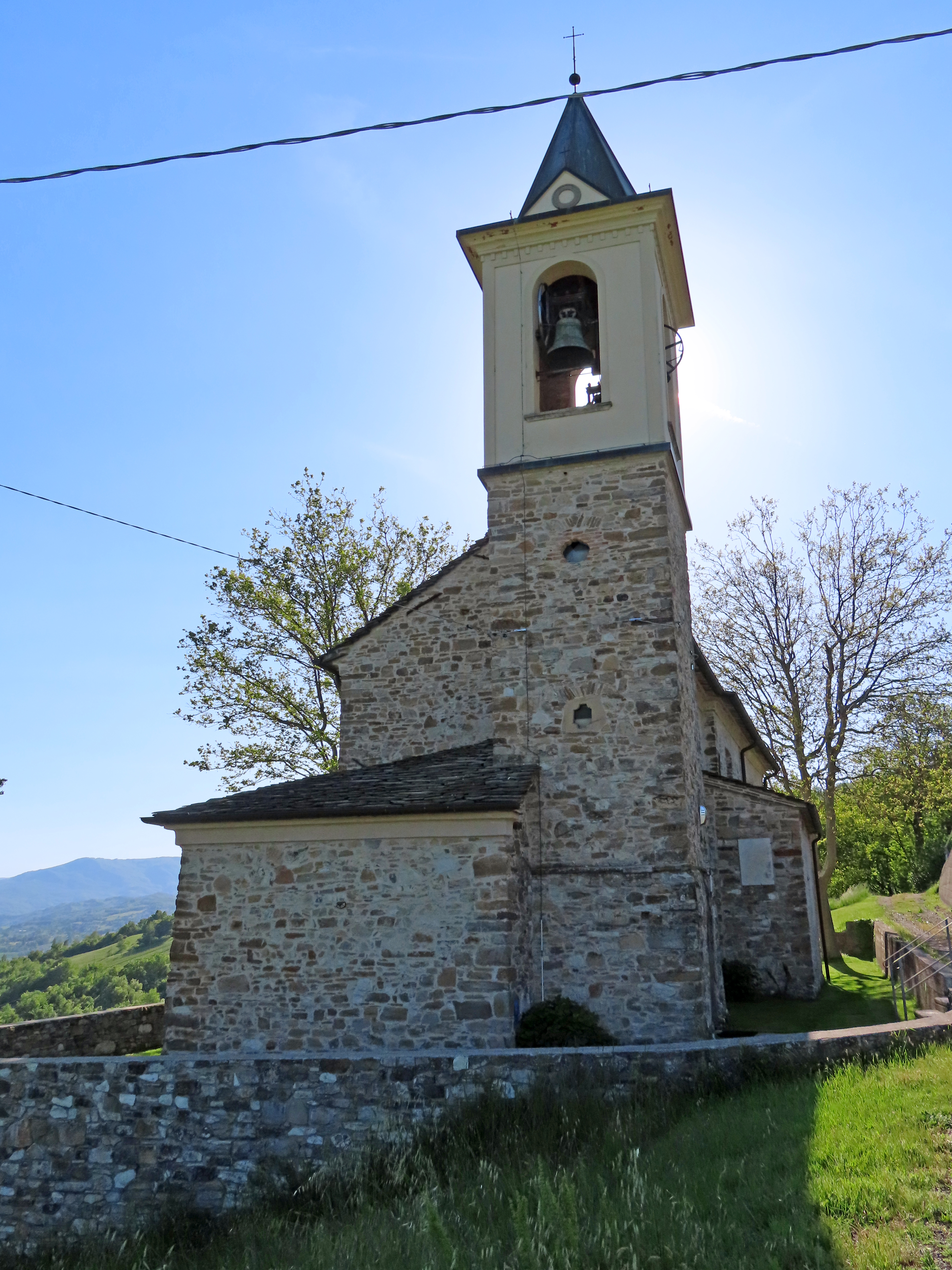
Abside e campanile

La chiesa si sviluppa su un impianto a navata unica affiancata da una cappella per lato, con ingresso a ovest e presbiterio a est.
La semplice e simmetrica facciata a capanna, interamente rivestita in arenaria come il resto dell'edificio, è caratterizzata dalla presenza dell'ampio portale d'ingresso centrale, privo di cornice; più in alto è posta nel mezzo una finestra a lunetta; in sommità si staglia il frontone triangolare di coronamento, al cui centro si apre un piccolo oculo ovale.
Dai fianchi, illuminati da piccole finestre in sommità, aggettano i volumi delle cappelle; al termine del lato sinistro si erge il campanile, accessibile dall'esterno attraverso l'accesso alla base; la cella campanaria, intonacata, si affaccia sulle quattro fronti attraverso ampie monofore ad arco a tutto sesto, delimitate da cornici; in sommità si erge tra i quattro frontoni triangolari di coronamento una guglia metallica a base ottagonale.
All'interno la navata intonacata, coperta da una volta a botte lunettata, è affiancata da una serie di lesene coronate da capitelli dorici a sostegno del cornicione perimetrale modanato; le piccole cappelle, chiuse superiormente da volte a botte, ai affacciano sull'aula attraverso arcate a tutto sesto.
Il presbiterio, lievemente sopraelevato, è preceduto dall'arco trionfale, retto da paraste; l'ambiente, coperto da una volta a botte lunettata e illuminato da due aperture laterali, accoglie l'altare maggiore marmoreo a mensa, aggiunto nel 2005.